# 斯諾斯利普 (蒙大拿州)
斯諾斯利普（英語：Snowslip）是位於美國蒙大拿州弗拉特黑德縣的普查規定居民點。

## 人口
根據2020年美國人口普查的數據，斯諾斯利普的面積為2.04平方千米，皆為陸地。當地共有人口39人，而人口密度為每平方千米19.12人。